# Bornes (plateau)
Pour les articles homonymes, voir Bornes et Borne.
Ne doit pas être confondu avec Massif des Bornes.
Les Bornes ou plateau des Bornes, dit encore la Borne ou haut plateau de la Borne, est une petite région naturelle située dans les Préalpes du Nord, dans le département de la Haute-Savoie, en région Auvergne-Rhône-Alpes. Cet espace ne doit pas être confondu avec le massif des Bornes, situé à l'est de cet ensemble.

## Géographie

### Situation

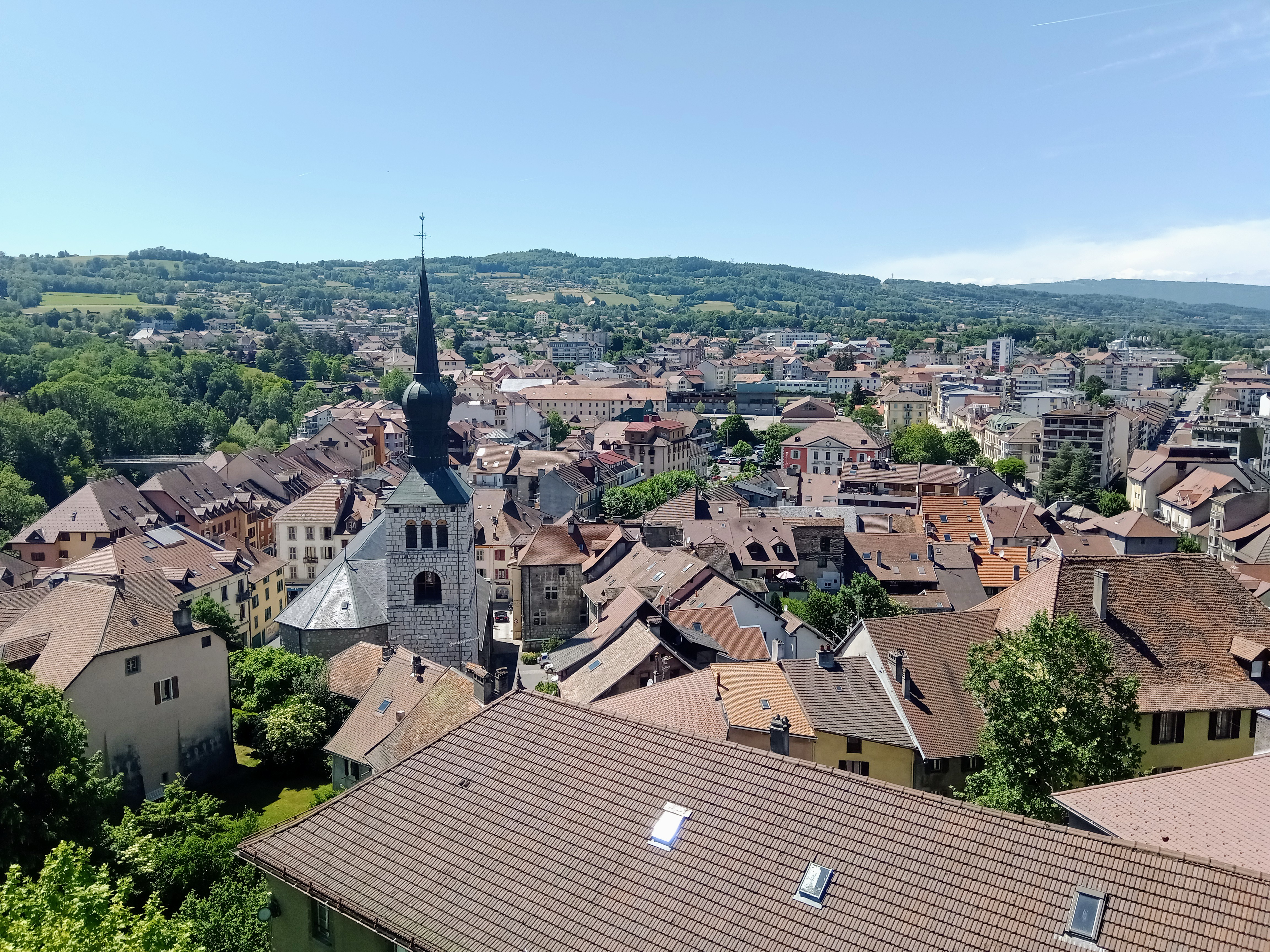
Vue de La Roche-sur-Foron depuis son château avec en arrière plan les Bornes.

Le plateau des Bornes ou de la Borne, recouvre un territoire installé entre la vallée de l'Arve et la cuvette d'Annecy et son lac, dans le département de la Haute-Savoie,. Il recouvre ainsi un espace « constitué par l'ensemble des collines « situées entre l'Arve, au nord, et le Fier, au sud » ». Le passage du bassin annécien à la vallée de l'Arve se fait notamment par le col d'Évires, à une altitude de 810 m. Avec la montagne de Sion située à l'ouest, au-delà de la pointe méridionale du Salève, il constitue une frontière naturelle entre le bassin annécien et l'Albanais au sud et le bassin lémanique au nord.
Il s'agit d'une région naturelle caractérisée par un fort enneigement en hiver, « infertile et boisée, marécageuse par endroits, c'est une zone de répulsion, toujours peu habitée, qui a constitué longtemps un seuil difficile à franchir », entre les deux entités du Genevois et du Faucigny. Au cours de la période médiévale, cet espace est d'ailleurs considéré, notamment par l'historien Pierre Duparc, comme une « marche frontière ».

### Géologie
Cet ensemble s'est constitué sur « un seuil molassique et morainique »,. La plateau possède une altitude « assez élevée » entre 600 m et 800 m, avec un maximum à 955 m au crêt de la Bûche, à La Chapelle-Rambaud.

### Communes
Le territoire des Bornes est constitué en partie du territoire des communes suivantes :
| Nom                  | Code Insee | Intercommunalité         | Superficie (km2) | Population (dernière pop. légale) | Densité (hab./km2) |
| -------------------- | ---------- | ------------------------ | ---------------- | --------------------------------- | ------------------ |
| Arbusigny            | 74015      | CC Arve et Salève        | 12,25            | 1 136 (2022)                      | 93                 |
| La Chapelle-Rambaud  | 74059      | CC du Pays Rochois       | 4,27             | 251 (2022)                        | 59                 |
| Groisy               | 74137      | CA Grand Annecy          | 21,44            | 4 044 (2022)                      | 189                |
| Menthonnex-en-Bornes | 74177      | CC du Pays de Cruseilles | 8,48             | 1 109 (2022)                      | 131                |
| Saint-Blaise         | 74228      | CC du Pays de Cruseilles | 2,55             | 378 (2022)                        | 148                |
| Le Sappey            | 74259      | CC du Pays de Cruseilles | 13,72            | 463 (2022)                        | 34                 |
| Villy-le-Pelloux     | 74307      | CC du Pays de Cruseilles | 2,97             | 1 009 (2022)                      | 340                |
| Villy-le-Bouveret    | 74306      | CC du Pays de Cruseilles | 3,49             | 637 (2022)                        | 183                |
| Vovray-en-Bornes     | 74313      | CC du Pays de Cruseilles | 6,57             | 556 (2022)                        | 85                 |

## Histoire
Les Bornes sont attestées dès le XIVe siècle (1325) sous la forme latine Bornae. Ce plateau est une « zone » ou « marche frontière » du comté de Genève, depuis le XIIIe siècle. Pour Pierre Duparc, il pourrait s'agir du territoire qui composait l'extrémité nord-est du pays de l'Albanais, vers le Xe siècle,. Sa création pourrait remonter avant la mise en place des châtellenies vers 1300.
Une seigneurie semble se développer autour du château de Soirié (ou Soirier, Soyrier), installé au-dessus du village du Plot, sur la commune de Groisy. Elle était constituée des villages de Soirier (commune de Groisy), Daudens (Évires) et La Chapelle-Rambaud. Le château contrôlait l'espace ainsi que la route reliant Annecy à la cité de La Roche-sur-Foron et les routes secondaires menant à Cruseilles et Thorens. Le château appartient à la famille noble de Soirier. Pour les historiens locaux, cette famille disparaît rapidement puisque les comtes de Genève semblent hériter de la seigneurie.

### Vidomnat des Bornes
Le plateau forme un ensemble particulier puisqu'il est organisé en vidomnat, dépourvu d'un véritable centre, « sans châtelain, ni vidomne, [mais d'un] « métral du vidomnat des Bornes » qui fit fonction de châtelain ». Il semble que le château de Soyrier ait toutefois pu jouer ce rôle.
Dans le comté de Genève, puis dans le comté de Savoie, le châtelain est un « [officier], nommé pour une durée définie, révocable et amovible »,. Il est chargé de la gestion de la châtellenie ou mandement, il perçoit les revenus fiscaux du domaine, et il s'occupe de l'entretien du château. Le châtelain est parfois aidé par un receveur des comptes, qui rédige « au net [...] le rapport annuellement rendu par le châtelain ou son lieutenant ». Le particularisme du vidomnat fait que la charge échoit en réalité à un métral qui faisait office de châtelain.
Au cours de la guerre opposant les principautés de Savoie au Dauphiné, le vidomnat devient pour une courte période (mai 1332 à septembre 1333) la châtellenie de Soirier, entre les mains de Pierre de Chatillion. Au cours de la période, Hugues de Genève, fils du comte Amédée II de Genève, le Dauphin Humbert Ier de Viennois et le baron de Faucigny, Hugues, son fils, attaque attaquent et prennent le château ainsi que celui de La Balme. Ils sont repris par le comte Amédée III de Genève, qui entame une chevauchée dans le vidomnat aux mains de Hugues de Genève. En effet, ce prince de la maison de Genève semblait avoir hérité du fief. En 1333, une négociation entre Hugues de Genève et le comte  Amédée III de Genève abouti à l'abandon de l'ensemble des droits du premier dans le comté de Genève, notamment ceux sur le vidomnat, en échange des châteaux de Cruseilles et d'Hauteville.
Un acte de reconnaissance du 24 juillet 1339 cite Vallere Bonnadei, chanoine de Genève, comme seigneur du vidomnat des Bornes.
L'existence du vidomnat semble perdurer jusqu'à la fin du XIVe siècle, notamment connu à travers les comptes de châtellenie de l'année 1368 à 1401. Son territoire correspond aux paroisses de La Chapelle-Rambaud, Évires, Groisy, Menthonnex-en-Bornes et Vovray-en-Bornes,.
Le 27 septembre 1402, Amédée VIII inféode le vidomnat à Pierre de Ballaison,. Il s'agit toutefois que d'un « office inséré dans le ressort de la châtellenie de la Roche en Genevois ».

### Périodes contemporaines
Dans une description du climat politique au cours de la fin du XIXe siècle et du début du XXe siècle, la petite région est décrite comme particulièrement « rurale, isolée et fortement pratiquante », par rapport au reste du Genevois du Nord.

## Administration
- Canton de Thorens-Glières
- Canton de Cruseilles
- Communauté de communes du pays de Cruseilles
- Pays de Fillière

### Fonds d'archives
- Série : Comptes des châtellenies (1325-1401). Fonds : Comptes de châtellenie et de subsides; Cote : SA 17321-17341. Chambéry : Archives départementales de la Savoie (présentation en ligne).« Châtellenie vidomnat des Bornes »
- Série : Comptes des châtellenies (XIIIe siècle-XVIe siècle). Fonds : Inventaire-Index des comptes de châtellenie et de subsides; Cote : SA. Chambéry : Archives départementales de la Savoie (présentation en ligne).p. 118-119, « Châtellenie vidomnat des Bornes »
- Série : Comptes des châtellenies (1332-1333). Fonds : Comptes de châtellenie et de subsides; Cote : SA SA 18044-18046. Chambéry : Archives départementales de la Savoie (présentation en ligne).« Châtellenie de Soyrier »